# Heremites
Heremites – rodzaj jaszczurek z podrodziny Mabuyinae w rodzinie scynkowatych (Scincidae).

## Zasięg występowania
Rodzaj obejmuje gatunki występujące w Grecji, Turcji, w europejskiej części Rosji (Kaukaz), na Cyprze, w Armenii, Azerbejdżanie, Turkmenistanie, Uzbekistanie, Izraelu, Syrii, Iraku, Iranie, Libanie, Afganistanie, Omanie, Arabii Saudyjskiej, Bahrajnie, Katarze, Jordanii, Libii, Algierii, Tunezji, Egipcie, Etiopii, Erytrei i być może we wschodnim Sudanie.

## Systematyka

### Etymologia
Heremites: gr. ερημιτης erēmitēs „pustelnik”, od ερημια erēmia „pustynia”.

### Podział systematyczny
Do rodzaju należą następujące gatunki:
- Heremites auratus (Linnaeus, 1758)
- Heremites septemtaeniatus (Reuss, 1834)
- Heremites vittatus (Olivier, 1804) – mabuja okiełznana[6]